# Битчимшур
Битчимшу́р (удм. Бадӟымшур) — деревня в Каменно-Задельском сельском поселении Балезинского района Удмуртии. Центр поселения — село Каменное Заделье.
Деревня стоит на левом берегу реки Унтемка.
До центра поселения - 3 километра на юг.
Население - 38 человек (2007; 35 в 1961).
В деревне 1 улица - Центральная.
Почтовый индекс: 427533.
Код ИФНС: 1837.